# ساجر الشمري
ساجر حمد الشمري (مواليد 1 يوليو 1992) هو لاعب كرة قدم سعودي يلعب حاليًا في نادي الجندل.

## مسيرة اللاعب
لعب في نادي الجندل ونادي القلعة ونادي التقدم ونادي العين ونادي الدرعية.

## روابط خارجية
ساجر الشمري على موقع Soccerway.com (الإنجليزية)